# Kabinet-Chamberlain I
Het kabinet-Chamberlain I was de uitvoerende macht van de Britse overheid van 28 mei 1937 tot 3 september 1939.
| Ambtsbekleder                                                           | Ambtsbekleder          | Ambtsbekleder                                              | Functie(s)                            | Ambtstermijn     | Ambtstermijn     | Partij                 |
| ----------------------------------------------------------------------- | ---------------------- | ---------------------------------------------------------- | ------------------------------------- | ---------------- | ---------------- | ---------------------- |
|                                                                         | Neville Chamberlain    | Neville Chamberlain (1869–1940)                            | Premier                               | 28 mei 1937      | 10 mei 1940      | Conservative Party     |
| Leader of the House of Commons                                          | Neville Chamberlain    | Neville Chamberlain (1869–1940)                            |                                       | 28 mei 1937      | 10 mei 1940      | Conservative Party     |
|                                                                         | John Simon             | Sir John Simon (1873–1954)                                 | Minister van Financiën                | 28 mei 1937      | 10 mei 1940      | National Liberal Party |
|                                                                         | Anthony Eden           | Anthony Eden (1897–1977)                                   | Minister van Buitenlandse Zaken       | 22 december 1935 | 20 februari 1938 | Conservative Party     |
|                                                                         | Edward Wood            | Burggraaf Halifax Edward Wood (1881–1959)                  | Minister van Buitenlandse Zaken       | 20 februari 1938 | 22 december 1940 | Conservative Party     |
|                                                                         | Samuel Hoare           | Sir Samuel Hoare (1880–1959)                               | Minister van Binnenlandse Zaken       | 28 mei 1937      | 3 september 1939 | Conservative Party     |
|                                                                         | Edward Wood            | Burggraaf Halifax Edward Wood (1881–1959)                  | Lord President of the Council         | 28 mei 1937      | 9 maart 1938     | Conservative Party     |
|                                                                         | Douglas Hogg           | Burggraaf Hailsham Douglas Hogg (1872–1950)                | Lord President of the Council         | 9 maart 1938     | 31 oktober 1938  | Conservative Party     |
|                                                                         | Walter Runciman        | Burggraaf Runciman van Doxford Walter Runciman (1870–1949) | Lord President of the Council         | 31 oktober 1938  | 3 september 1939 | National Liberal Party |
|                                                                         | Herbrand Sackville     | Graaf De La Warr Herbrand Sackville (1900–1976)            | Lord Privy Seal                       | 28 mei 1937      | 31 oktober 1938  | National Labour        |
|                                                                         | John Anderson          | Sir John Anderson (1882–1958)                              | Lord Privy Seal                       | 31 oktober 1938  | 3 september 1939 | Onafhankelijk          |
|                                                                         | Edward Wood            | Burggraaf Halifax Edward Wood (1881–1959)                  | Leader of the House of Lords          | 22 november 1935 | 21 februari 1938 | Conservative Party     |
|                                                                         | James Stanhope         | Graaf Stanhope James Stanhope (1880–1967)                  | Leader of the House of Lords          | 21 februari 1938 | 10 mei 1940      | Conservative Party     |
|                                                                         | Douglas Hogg           | Burggraaf Hailsham Douglas Hogg (1872–1950)                | Lord Chancellor                       | 7 juni 1935      | 8 maart 1938     | Conservative Party     |
|                                                                         | Frederic Maugham       | Baron Maugham Frederic Maugham (1866–1958)                 | Lord Chancellor                       | 8 maart 1938     | 3 september 1939 | Conservative Party     |
|                                                                         | Leslie Hore-Belisha    | Leslie Hore-Belisha (1893–1957)                            | Minister voor Oorlog                  | 28 mei 1937      | 5 januari 1940   | National Liberal Party |
|                                                                         | Duff Cooper            | Duff Cooper (1890–1954)                                    | Minister voor de Marine               | 28 mei 1937      | 27 oktober 1938  | Conservative Party     |
|                                                                         | James Stanhope         | Graaf Stanhope James Stanhope (1880–1967)                  | Minister voor de Marine               | 27 oktober 1938  | 3 september 1939 | Conservative Party     |
|                                                                         | Philip Cunliffe-Lister | Graaf Swinton Philip Cunliffe-Lister (1884–1972)           | Minister voor de Luchtmacht           | 4 juni 1935      | 16 mei 1938      | Conservative Party     |
|                                                                         | Kingsley Wood          | Sir Kingsley Wood (1881–1943)                              | Minister voor de Luchtmacht           | 16 mei 1938      | 3 april 1940     | Conservative Party     |
|                                                                         | Oliver Stanley         | Oliver Stanley (1896–1950)                                 | Minister van Handel                   | 28 mei 1937      | 5 januari 1940   | Conservative Party     |
|                                                                         | Kingsley Wood          | Sir Kingsley Wood (1881–1943)                              | Minister van Volksgezondheid          | 4 juni 1935      | 16 mei 1938      | Conservative Party     |
|                                                                         | Walter Elliot          | Sir Walter Elliot (1888–1958)                              | Minister van Volksgezondheid          | 16 mei 1938      | 10 mei 1940      | Unionist Party         |
|                                                                         | Ernest Brown           | Ernest Brown (1881–1962)                                   | Minister van Arbeid                   | 7 juni 1935      | 10 mei 1940      | National Liberal Party |
|                                                                         | Herwald Ramsbotham     | Herwald Ramsbotham (1887–1971)                             | Minister van Pensioenen               | 30 juli 1936     | 7 juni 1939      | Conservative Party     |
|                                                                         | Walter Womersley       | Sir Walter Womersley (1878–1961)                           | Minister van Pensioenen               | 7 juni 1939      | 26 juli 1945     | Conservative Party     |
|                                                                         | James Stanhope         | Graaf Stanhope James Stanhope (1880–1967)                  | Minister van Onderwijs                | 28 mei 1937      | 27 oktober 1938  | Conservative Party     |
|                                                                         | Herbrand Sackville     | Graaf De La Warr Herbrand Sackville (1900–1976)            | Minister van Onderwijs                | 27 oktober 1938  | 3 april 1940     | National Labour        |
|                                                                         | Leslie Burgin          | Leslie Burgin (1887–1945)                                  | Minister van Transport en Luchtvaart  | 28 mei 1937      | 21 april 1939    | National Liberal Party |
|                                                                         | Euan Wallace           | Euan Wallace (1892–1941)                                   | Minister van Transport en Luchtvaart  | 21 april 1939    | 10 mei 1940      | Conservative Party     |
|                                                                         | Philip Sassoon         | Sir Philip Sassoon (1888–1939)                             | Minister van Openbare Werken          | 28 mei 1937      | 7 juni 1939      | Conservative Party     |
|                                                                         | Herwald Ramsbotham     | Herwald Ramsbotham (1887–1971)                             | Minister van Openbare Werken          | 7 juni 1939      | 3 april 1940     | Conservative Party     |
|                                                                         | William Morrison       | William Morrison (1893–1961)                               | Minister van Landbouw en Visserij     | 29 oktober 1936  | 29 januari 1939  | Conservative Party     |
|                                                                         |                        | Graaf Winterton Edward Turnour (1883–1962)                 | Kanselier van het Hertogdom Lancaster | 28 mei 1937      | 29 januari 1939  | Conservative Party     |
|                                                                         | William Morrison       | William Morrison (1893–1961)                               | Kanselier van het Hertogdom Lancaster | 29 januari 1939  | 3 april 1940     | Conservative Party     |
|                                                                         | William Ormsby-Gore    | William Ormsby-Gore (1885–1964)                            | Minister voor Koloniale Zaken         | 22 mei 1936      | 16 mei 1938      | Conservative Party     |
|                                                                         | Malcolm MacDonald      | Malcolm MacDonald (1901–1988)                              | Minister voor Koloniale Zaken         | 16 mei 1938      | 10 mei 1940      | National Labour        |
|                                                                         | Malcolm MacDonald      | Malcolm MacDonald (1901–1988)                              | Minister voor Dominion Zaken          | 22 november 1935 | 16 mei 1938      | National Labour        |
|                                                                         | Edward Stanley         | Baron Stanley van Derby Edward Stanley (1894–1938)         | Minister voor Dominion Zaken          | 16 mei 1938      | 18 oktober 1938  | Conservative Party     |
|                                                                         |                        |                                                            | Minister voor Dominion Zaken          | Vacant           |                  |                        |
|                                                                         | Malcolm MacDonald      | Malcolm MacDonald (1901–1988)                              | Minister voor Dominion Zaken          | 31 oktober 1938  | 29 januari 1939  | National Labour        |
|                                                                         | Thomas Inskip          | Sir Thomas Inskip (1876–1947)                              | Minister voor Dominion Zaken          | 29 januari 1939  | 3 september 1939 | Conservative Party     |
|                                                                         | Lawrence Dundas        | Markies van Zetland Lawrence Dundas (1876–1961)            | Minister voor Brits-Indië en Birma    | 7 juni 1935      | 10 mei 1940      | Conservative Party     |
| Formeel geen leden van het kabinet, maar woonde kabinetsvergadering bij |                        |                                                            |                                       |                  |                  |                        |
| Ambtsbekleder                                                           | Ambtsbekleder          | Ambtsbekleder                                              | Functie                               | Ambtstermijn     | Ambtstermijn     | Partij                 |
|                                                                         | Robert Hutchison       | Baron Hutchison van Montrose Robert Hutchison (1873–1950)  | Thesaurier-generaal                   | 7 juni 1935      | 16 mei 1938      | Liberal Party          |
|                                                                         |                        | Graaf van Munster Geoffrey FitzClarence (1906–1975)        | Thesaurier-generaal                   | 16 mei 1938      | 3 september 1939 | Conservative Party     |
|                                                                         |                        | Sir Donald Somervell (1889–1960)                           | Advocaat-generaal                     | 18 maart 1936    | 23 mei 1945      | Conservative Party     |
|                                                                         | George Tryon           | Baron Tryon George Tryon (1871–1940)                       | Minister voor Posterijen              | 7 juni 1935      | 10 mei 1940      | Conservative Party     |

Russell I ·
Smith-Stanley I ·
Hamilton-Gordon ·
Temple I ·
Smith-Stanley II ·
Temple II ·
Russell II ·
Smith-Stanley III ·
Disraeli I ·
Gladstone I ·
Disraeli II ·
Gladstone II ·
Gascoyne-Cecil I ·
Gladstone III ·
Gascoyne-Cecil II ·
Gladstone IV ·
Primrose ·
Gascoyne-Cecil III ·
Gascoyne-Cecil IV ·
Balfour ·
Campbell-Bannerman ·
Asquith I ·
Asquith II ·
Asquith III ·
Asquith IV ·
Lloyd George I ·
Lloyd George II ·
Law ·
Baldwin I ·
MacDonald I ·
Baldwin II ·
MacDonald II ·
MacDonald III ·
MacDonald IV ·
Baldwin III ·
Chamberlain I ·
Chamberlain II ·
Churchill I ·
Churchill II ·
Attlee I ·
Attlee II ·
Churchill III ·
Eden ·
Macmillan I ·
Macmillan II ·
Douglas-Home ·
Wilson I ·
Wilson II ·
Heath ·
Wilson III ·
Callaghan ·
Thatcher I ·
Thatcher II ·
Thatcher III ·
Major I ·
Major II ·
Blair I ·
Blair II ·
Blair III ·
Brown ·
Cameron I ·
Cameron II ·
May I ·
May II ·
Johnson I ·
Johnson II ·
Truss ·
Sunak ·
Starmer